# No Excuses (Alice in Chains)
No Excuses è un singolo del gruppo musicale statunitense Alice in Chains, pubblicato nel 1994 come primo estratto dal terzo EP Jar of Flies.

## Video musicale
Il videoclip della canzone è stato diretto da Matt Mahurin e ha visto la partecipazione dell'attore Max Perlich.

## Tracce
1. No Excuses – 4:16
2. Brother – 4:27

## Formazione
- Layne Staley – voce
- Jerry Cantrell – chitarre, voce
- Mike Inez – basso
- Sean Kinney – batteria, percussioni

## Classifiche
| Classifica (1994)             | Posizione massima |
| ----------------------------- | ----------------- |
| Canada                        | 17                |
| Stati Uniti (alternative)     | 3                 |
| Stati Uniti (mainstream rock) | 1                 |